# ايجنز برول
ايجنز برول (بالألمانية: Ignaz Brüll)‏ (و. 1846 – 1907 م) هو عازف بيانو، وملحن، وتربوي من النمسا . ولد في بروستيوف .
توفي في فيينا.

## أعمال بارزة
من أهم أعماله Das goldene Kreuz

## روابط خارجية
- ايجنز برول على موقع ميوزك برينز (الإنجليزية)
- ايجنز برول على موقع أول ميوزيك (الإنجليزية)
- ايجنز برول على موقع ديسكوغز (الإنجليزية)